# Allodia lugens
Allodia lugens är en tvåvingeart som först beskrevs av Christian Rudolph Wilhelm Wiedemann 1817.  Allodia lugens ingår i släktet Allodia och familjen svampmyggor. Arten är reproducerande i Sverige. Inga underarter finns listade i Catalogue of Life.